# 佩龙格阿拉图尔
佩龙格阿拉图尔（Perungalathur），是印度泰米尔纳德邦Kancheepuram县的一个城镇。总人口19343（2001年）。

## 人口
该地2001年总人口19343人，其中男性9923人，女性9420人；0—6岁人口1876人，其中男978人，女898人；识字率82.02%，其中男性为85.11%，女性为78.77%。